# Mõisanurme
Mõisanurme är en ort i Estland. Den ligger i Puhja kommun och landskapet Tartumaa, i den södra delen av landet, 150 km sydost om huvudstaden Tallinn. Mõisanurme ligger 67 meter över havet och antalet invånare är 157.
Terrängen runt Mõisanurme är platt. Runt Mõisanurme är det glesbefolkat, med 14 invånare per kvadratkilometer. Närmaste större samhälle är Elva, 13,9 km söder om Mõisanurme. Omgivningarna runt Mõisanurme är en mosaik av jordbruksmark och naturlig växtlighet.